# البنك الوطني الأبخازي
البنك الوطني لجمهورية أبخازيا أو البنك الوطني الأبخازي ( الأبخازية : Аԥсны Азгонзабара Амилачть Банк) ، (بالروسية: Национальный банк Республики Абхазия)‏ ، والمعروف أيضًا بالشكل المختصر لبنك أبخازيا (بالروسية: Банк Абхазии)‏ هو البنك المركزي للمنطقة المتنازع عليها ودولة أبخازيا المعترف بها جزئيا على الساحل الشرقي للبحر الأسود . تم تأسيسه في 28 فبراير 1991 منذ اعتماد قانون "البنك الوطني لجمهورية أبخازيا الاشتراكية السوفياتية" و"بشأن البنوك والخدمات المصرفية لجمهورية أبخازيا الاشتراكية السوفياتية" الذي أقره مجلس السوفيات الأعلى لجمهورية أبخازيا الاشتراكية السوفياتية في 28 فبراير 1991.
يقع المقر الرئيسي للبنك في مبنى إنشائي في شارع ليون في سوخومي ، عاصمة أبخازيا.

## أنظر أيضا
- اقتصاد أبخازيا
- الروبل الروسي

## روابط خارجية
- الموقع الرسمي للبنك الوطني الأبخازي باللغة الأبخازية / باللغة الإنجليزية / باللغة الروسية / باللغة التركية